# Chrétien Waydelich
Chrétien André Waydelich (Straatsburg, 28 november 1841 - Parijs, 7 september 1917) was een Frans Croquetspeler. 
Waydelich won de gouden medaille in het enkel met twee ballen, op het onderdeel met één bal moest hij genoegen nemen met de bronzen medaille

## Erelijst
- 1900 –  Olympische Spelen in Parijs enkelspel één bal
- 1900 –  Olympische Spelen in Parijs enkelspel twee ballen